# نويل باس
نويل باس (بالفرنسية: Noël Bas)‏ هو لاعب جمباز فني فرنسي، ولد في 25 ديسمبر 1877 في Strenquels ‏ في فرنسا، وتوفي في 3 يوليو 1960 في بريف لا غايلارد في فرنسا.

## وصلات خارجية
- نويل باس على موقع اللجنة الأولمبية الدولية (الإنجليزية)
- نويل باس على موقع أوليمبيديا (الإنجليزية)